# 904 Rockefellia
904 Rockefellia, asteroid glavnog pojasa. Otkrio ga je Friedrich Schwassmann, 29. listopada 1918.

## Vanjske poveznice
- Minor Planet Center